# Interior do Amazonas

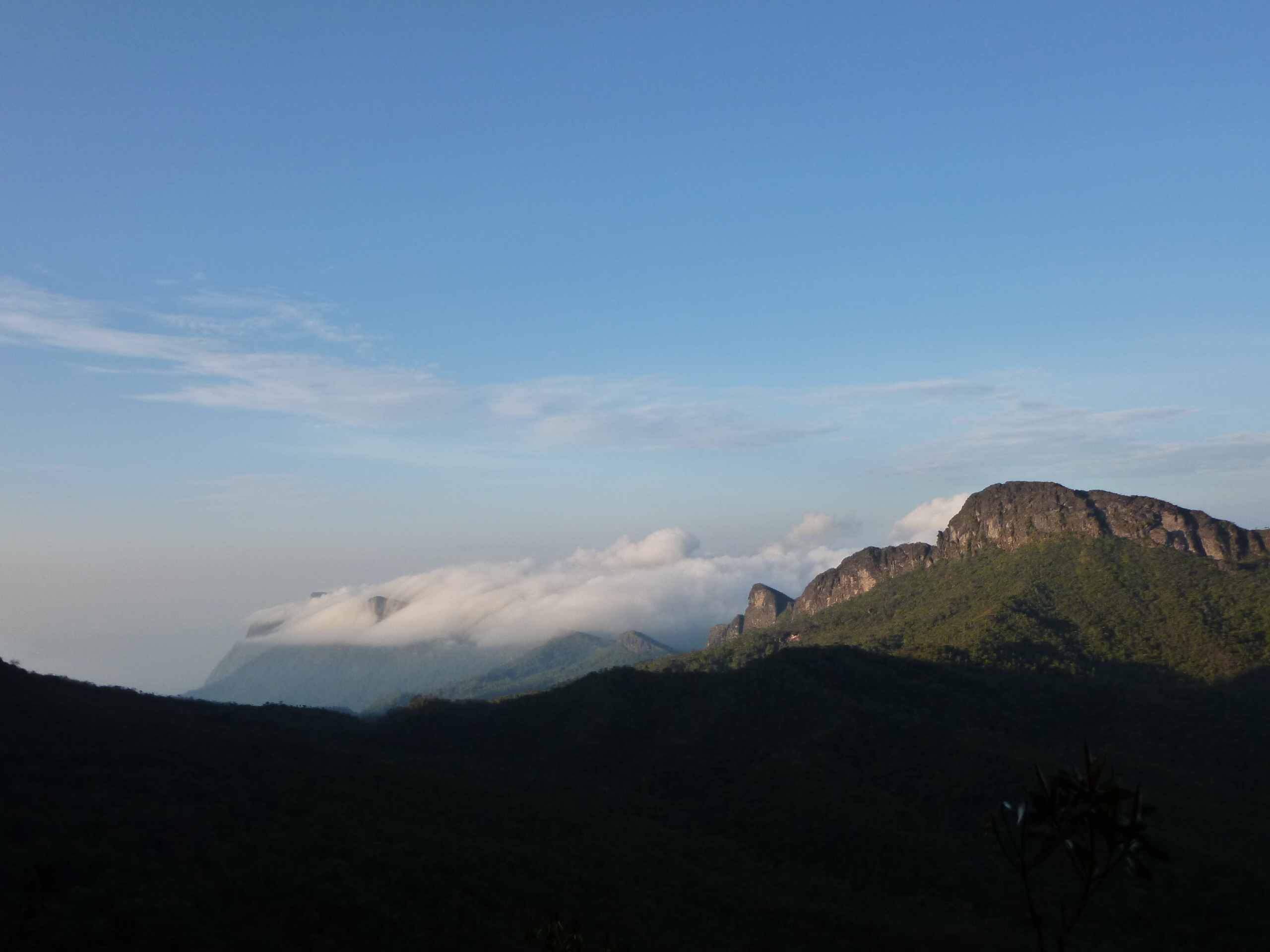
Santa Isabel do Rio Negro, o ponto culminante do território nacional.

O interior do estado do Amazonas ou interior amazonense é uma designação informal para se referir à região que abrange todo o estado do Amazonas, exceto a Região Metropolitana de Manaus. 
O Amazonas, maior estado do Brasil em território, está localizado no centro da maior floresta tropical do mundo com 98% de sua área preservada aliando seu potencial ecológico a uma política de negócios embasada na sustentabilidade.
O interior é uma combinação de modernidade e conservação da natureza, dispondo de arrojados espaços culturais, centros comerciais, rede hoteleira, restaurantes, rede de ensino diversificada, parques ecológicos e espaços de integração social, que asseguram qualidade de vida e bem-estar à população. O Pico da Neblina, ponto mais alto do Brasil, se encontra no município de Santa Isabel do Rio Negro. O interior conta ainda com diversas opções de turismo que vão da visita de cavernas e cachoeiras, a prática do arvorismo, pesca esportiva, festivais folclóricos e patrimônios históricos.

## Economia
Os principais produtos do extrativismo vegetal do estado do Amazonas são: madeira, borracha, castanha da Amazônia, cacau, essências, óleos de copaíba, andiroba, piaçava, coco, açaí e bacuri.A extração mineral está em expansão e os minérios mais importantes são: bauxita, ferro, sal-gema, manganês, lignito, ouro e cassiterita, a extração desses minérios ocorrem principalmente no município Novo Aripuanã onde também são extraídos diamantes, níquel, cobre, calcário, gipsita, chumbo, caulim e estanho.
A extração de petróleo e gás natural ocorre no campo de Urucu, sendo esta unidade a maior em extração terrestre existente atualmente no Brasil, localiza-se no município de Coari, cidade com o segundo maior PIB municipal do Amazonas depois de Manaus, atravessa o estado com o gasoduto de 663,2 km que liga Urucu até a capital onde ocorre o processamento e distribuição a partir da REMAM (Refinaria Isaac Sabbá).

## Infraestrutura

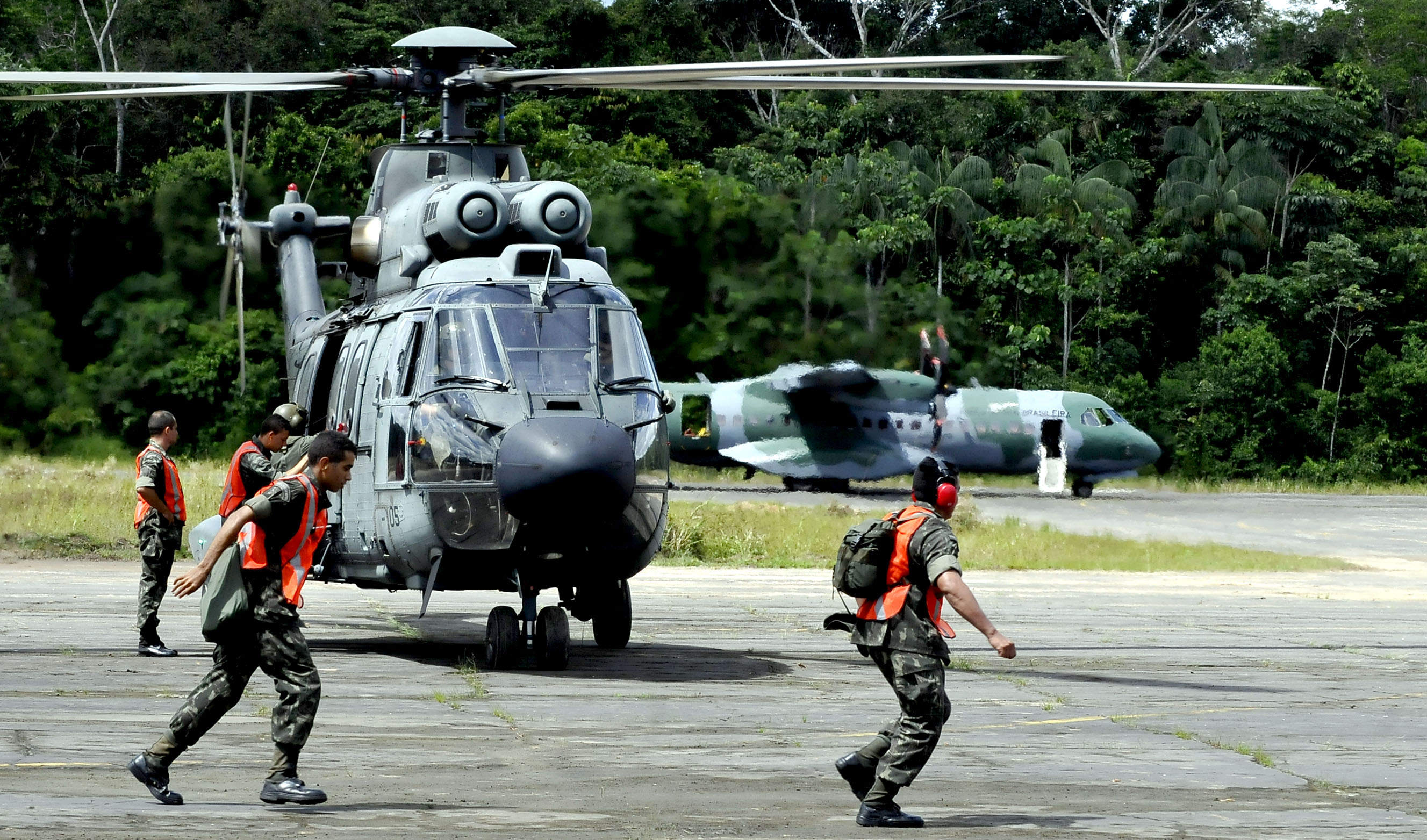
Operação Ágata 7 no Aeroporto Internacional de Tabatinga, em 2013.

### Aeroportos
O Governo Federal, anunciara em 2012, a construção de sete aeroportos no interior do Amazonas. O interior conta com o Aeroporto Internacional de Tabatinga, o segundo aeroporto da rede Infraero mais movimentado do estado. Outros aeroportos são de fundamental importância na integração do interior do estado, tais como o Aeroporto Regional de Parintins, o Aeroporto Regional de Tefé, o Aeroporto Regional de Coari, entre outros.

### Hidrovias
A Hidrovia do Amazonas é o principal caminho de escoamento de cargas, responsável por cerca de 65% do total transportado na região. A média anual de movimentação de cargas desde o início da década tem sido de cerca de 50 milhões de toneladas por ano.
O transporte hidroviário no Amazonas a é diversificado e atende a uma vasta região florestal, extremamente densa e cheia de rios. A hidrovia é fundamental para o comércio interno e externo, porque propicia a oferta de produtos a preços competitivos. Hoje, a infraestrutura hidroviária da região é constituída por vias de navegação em corrente livre e por trechos de rios canalizados.

### Rodovias
As rodovias do interior amazonense são as BR-317, BR-319 e BR-230 (Rodovia Transamazônica), no sul do estado. Apuí, Boca do Acre, Humaitá, Manicoré e Lábrea usufruem desse tipo de transporte.

## Cultura

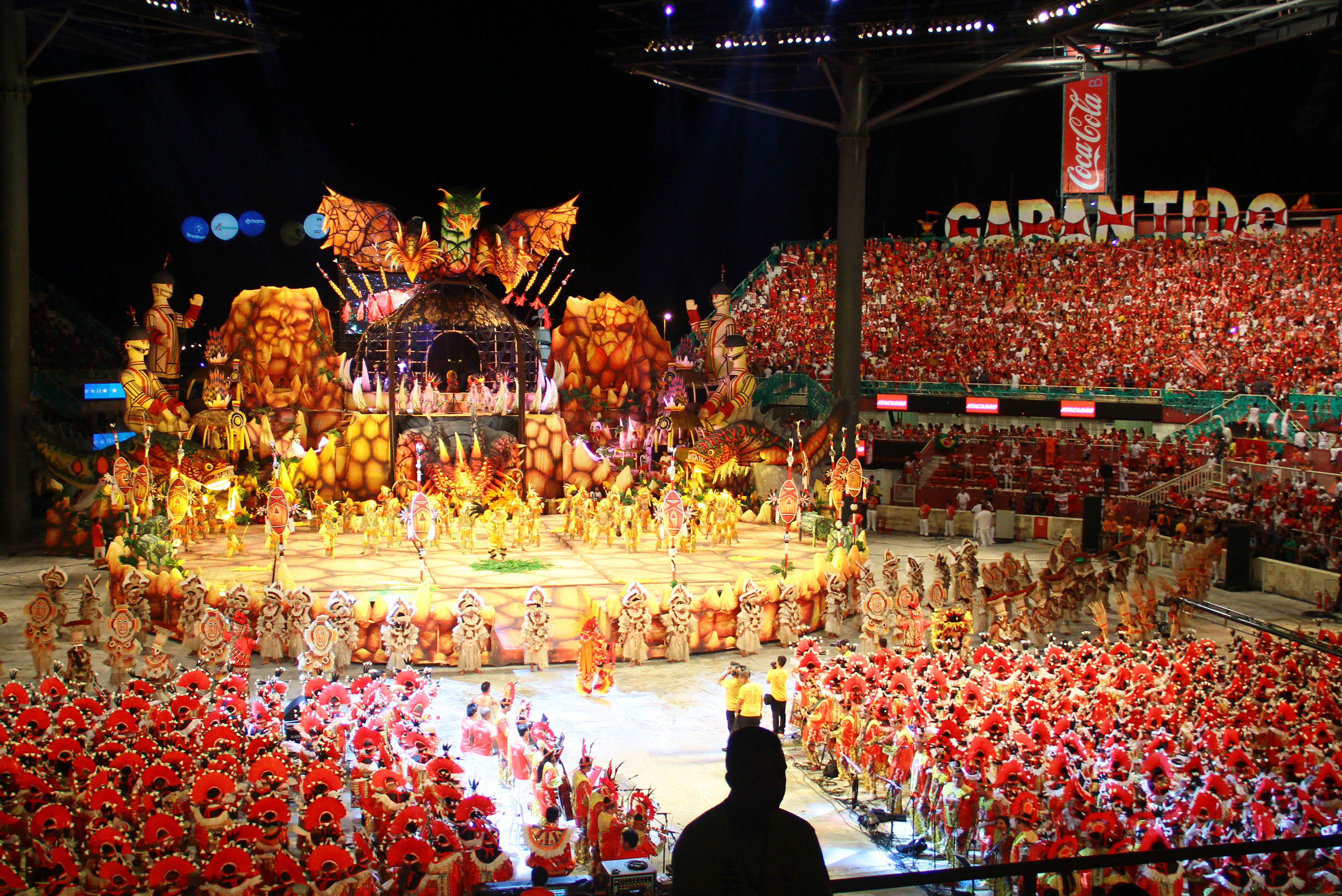
Festival Folclórico de Parintins, a maior festa popular do interior do Amazonas, reconhecido como Patrimônio Cultural do Brasil.

A principal manifestação cultural no interior amazonense é o Festival Folclórico de Parintins. Trata-se de uma festa popular realizada anualmente no último fim de semana de junho na cidade de Parintins, Amazonas.
O festival é uma apresentação a céu aberto de diversas associações folclóricas, sendo o ponto mais importante do evento atualmente é a disputa entre dois bois folclóricos, o Boi Caprichoso de cor azul e o Boi Garantido de cor vermelha. A apresentação ocorre no Bumbódromo. O Festival de Parintins se tornou uma das maiores atrações da cultura local. Durante as três noites de apresentação, as duas associações exploram as temáticas regionais como lendas, rituais indígenas e costumes dos ribeirinhos através de alegorias e encenações.
A Festa do Guaraná, em Maués, é outra importante atração cultural no interior do estado. Para celebrar a colheita, que acontece uma vez por ano a partir do mês de outubro, os produtores se reúnem neste evento para mostrar as diversas formas de consumo do guaraná e a cultura dos moradores - em sua maioria descendentes de indígenas. Dentre as diversas atividades, há a representação teatral da lenda e do mito do fruto.